# Pelzhandelsmuseum Lachine

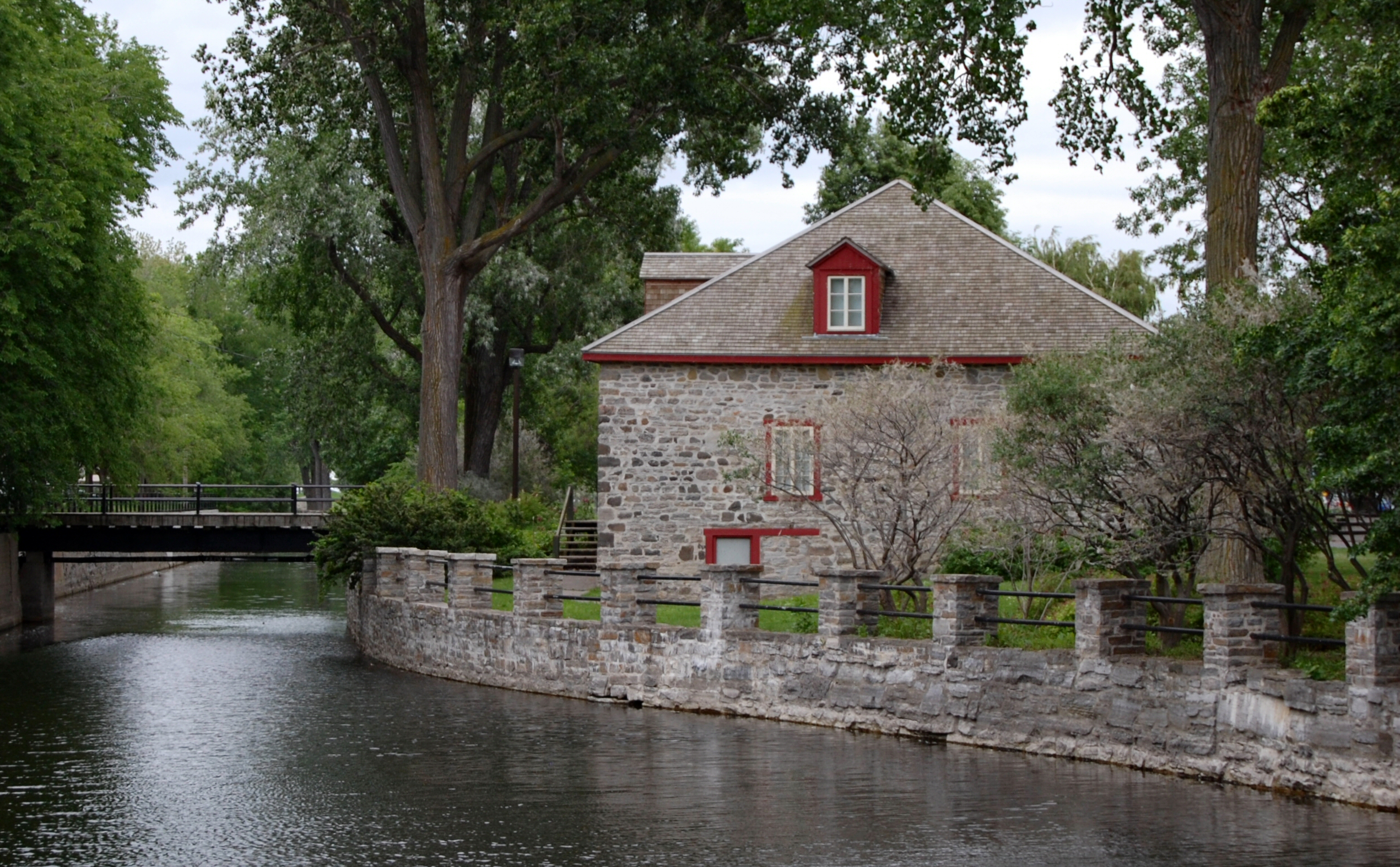
Museumsgebäude

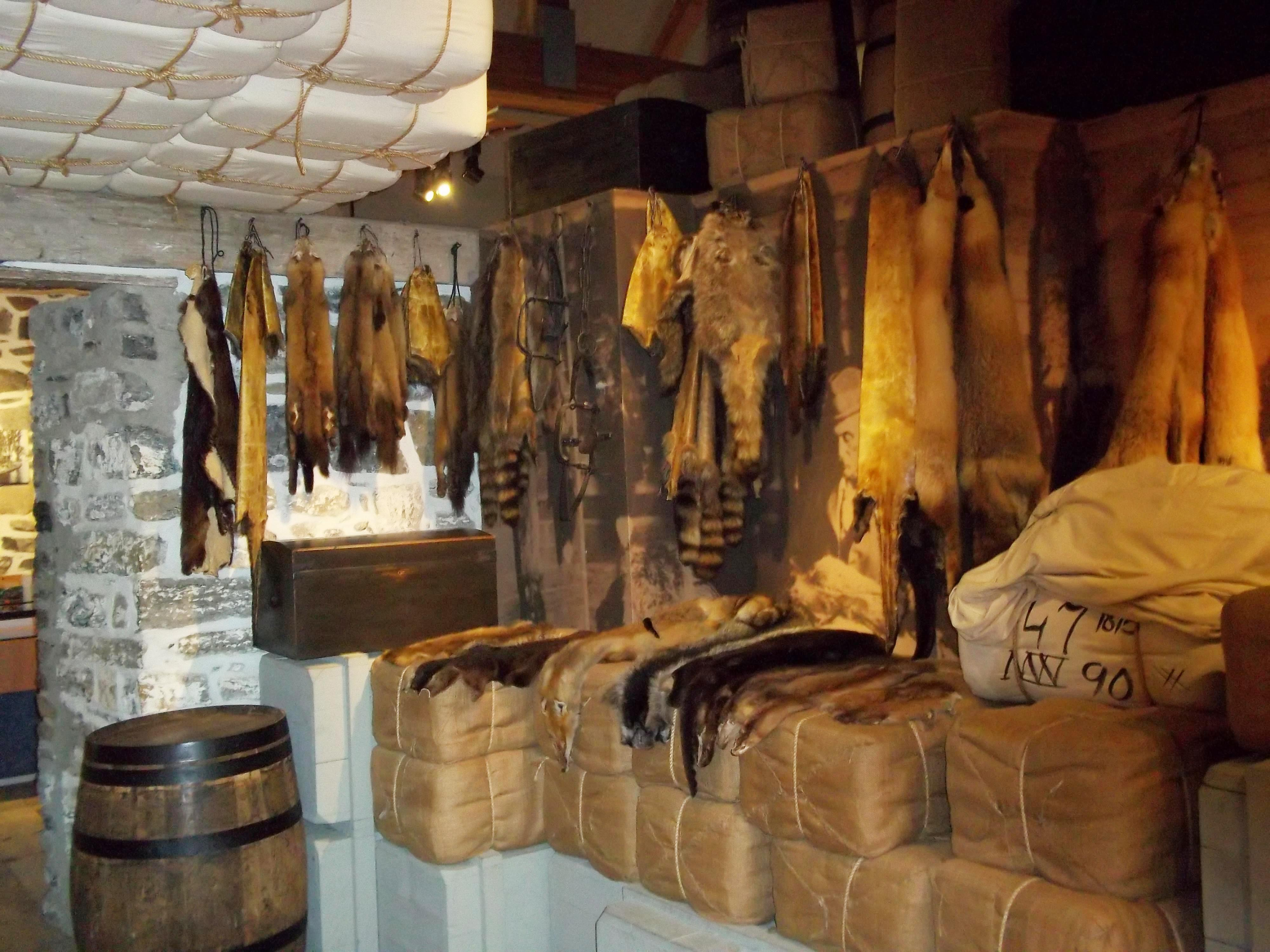
Ein Teil der Ausstellung

Das Pelzhandelsmuseum Lachine (französisch Lieu historique national du Commerce-de-la-Fourrure-à-Lachine, englisch The Fur Trade at Lachine National Historic Site) ist ein Museum in Lachine, einem Stadtbezirk von Montreal, Kanada. Es befindet sich am westlichen Ende des Lachine-Kanals in einem Gebäude aus dem frühen 19. Jahrhundert, das als National Historic Site unter Denkmalschutz steht.
Ab dem 17. Jahrhundert reisten die Voyageurs von dieser Stelle aus in ihren Kanus nach Westen, um mit den Ureinwohnern mit Pelzen zu handeln (besonders Biberfelle). Die Lachine-Stromschnellen machten es größeren Schiffen unmöglich, dem Sankt-Lorenz-Strom weiter zu folgen, so dass die Waren hier umgeladen werden mussten. Um Pelze zwischenlagern zu können, ließ Alexander Gordon, ein Teilhaber der North West Company, im Jahr 1803 ein steinernes Gebäude errichten. Dieses Lagerhaus gelangte 1833 in den Besitz der Hudson’s Bay Company.
1977 erwarb die Behörde Parks Canada das Gebäude und ließ es restaurieren. 1985 wurde darin ein Museum eröffnet, das sich mit dem Pelzhandel in Nordamerika befasst.